# Einbestellung
Einbestellung bedeutet in der Sprache der Diplomatie eine untere Stufe einer diplomatischen Sanktion betreffend ein Ereignis oder eine Aussage in dem Staatswesen oder der Regierung, die der Botschafter vertritt. Sie gehört zu den Sanktionsmöglichkeiten des Empfangsstaats. Diese Sanktionierung – zwischen formloser Einladung und Abgabe einer Protestnote angesiedelt – ist nach dem Wiener Übereinkommen über diplomatische Beziehungen möglich, unter Staaten mit freundschaftlichen Beziehungen aber sehr unüblich.  Konkret wird dabei der Botschafter ins Außenministerium des Empfangsstaats zitiert, wo er über die Sichtweise der Regierung zur fraglichen Situation informiert wird. Diese Sichtweise übermittelt er daraufhin an die Regierung seines Heimatstaats.